# 이암 (조선)

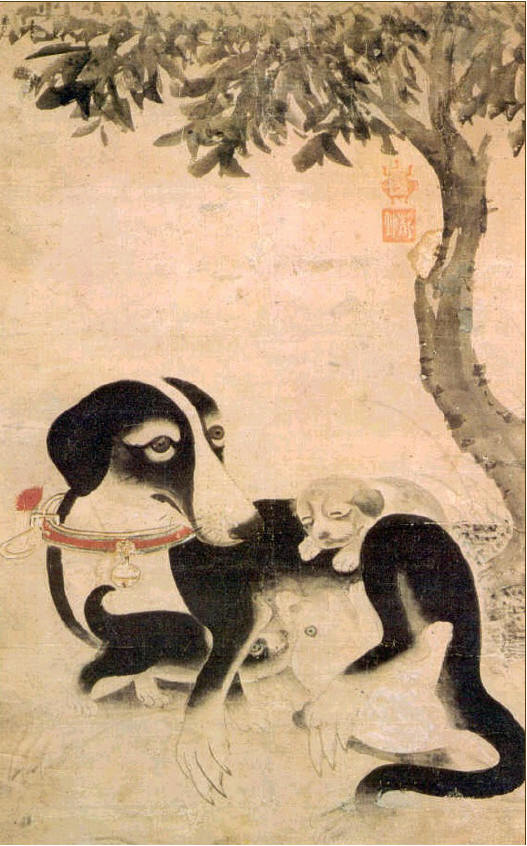
모견도

이암(李巖, 1499년~?)은 조선의 화가이다. 자는 정중(靜仲)이며 본관은 전주(全州)이다. 조선 제4대 임금 세종대왕의 넷째 아들인 임영대군(臨瀛大君)의 증손이다.
꽃·새·벌레·동물 등을 잘 그렸으며, 1545년 중종의 초상을 그릴 때 참여하였다. 작품으로 〈모견도〉(母犬圖), 〈화조묘구도〉(花鳥猫狗圖), 〈화조구자도〉(花鳥狗子圖) 등이 있다.

## 같이 보기
- 안견
- 정선 (화가)